# Bonthapalle
Bonthapalle es una ciudad censal situada en el distrito de Sangareddy en el estado de Telangana (India). Su población es de 6608 habitantes (2011). Se encuentra a 35 km de Hyderabad, la capital del estado.

## Demografía
Según el censo de 2011 la población de Bonthapalle era de 6608 habitantes, de los cuales 3449 eran hombres y 3159 eran mujeres. Bonthapalle tiene una tasa media de alfabetización del 69,30%, superior a la media estatal del 67,02%: la alfabetización masculina es del 78,96%, y la alfabetización femenina del 58,59%.